# David Moncoutié
David Moncoutié (ur. 30 kwietnia 1975 w Provins) –  były francuski kolarz szosowy, czterokrotny triumfator klasyfikacji górskiej wyścigu Vuelta a España. Karierę zawodową rozpoczął w Cofidisie w 1997 i ścigał się w barwach tej drużyny do końca kariery w 2012. Specjalizował się w jeździe po górach, wygrywał etapy Tour de France, Vuelta a España oraz klasyfikacje generalne mniejszych wyścigów etapowych jak Tour de l’Ain czy Route du Sud.

## Kariera zawodowa
Moncoutié pochodzi z rodziny bez kolarskich tradycji. Jego rodzina pracowała na poczcie, a on sam także miał znaleźć tam zatrudnienie. Do 16 roku życia grał tylko w piłkę nożną. Kolarstwem zainteresowali go koledzy, co zaowocowało tym, że młody David dołączył do lokalnego klubu szybko osiągając sukcesy na lokalnej arenie.
W wieku 19 lat przestał zupełnie grać w piłkę i skupił się na treningach na rowerze. W 1995 przeniósł się do większego klubu, jednocześnie podejmując pracę na poczcie. Swoje podejście do kolarstwa tłumaczył w ten sposób:
Od samego początku, kolarstwo było dla mnie przyjemnością. Kiedy zaczynałem, nie myślałem sobie, że np. kiedyś wystartuję w Tour de France. W jakimś sensie jestem weekendowym kolarzem, który jeździ rowerem w sobotę i niedzielę, tak dla przyjemności. Ok, w miarę upływu czasu bierzesz na siebie większą odpowiedzialność i traktujesz to jak pracę. Ale dla mnie najważniejsze jest, żeby mieć z tego radość.
W 1996 Moncoutié miał już we Francji reputację niezłego górala. Niedługo przed krajowymi mistrzostwami skontaktował się z nim Cyrille Guimard, który zaproponował mu podpisanie kontraktu z Cofidisem. Doszło do porozumienia i od sezonu 1997 David rozpoczął występy w barwach francuskiej ekipy.
Przez następne cztery lata zajmował miejsca w czołówkach tygodniowych wyścigów etapowych, wygrywając od czasu do czasu górskie etapy. W 2002 ukończył na 13. miejscu Tour de France, co skwitował stwierdzeniem: Nie jestem w stanie jechać z najlepszymi.
Następny sezon rozpoczął od zwycięstwa w GP di Lugano, jednak równa jazda w pierwszej części sezonu nie przełożyła się na wynik w Tour de France. Mimo to już w 2004 udało mu się wygrać etap Wielkiej Pętli. Wyczyn ten powtórzył rok później, przechodząc równocześnie do historii, gdyż uczynił to w dzień święta narodowego Francji – 14 lipca – dzień zdobycia Bastylii. Poprzednim francuskim zawodnikiem, który tego dokonał był Laurent Jalabert w 2001. Moncoutié tak opowiadał o swoim szóstym występie w największym wyścigu świata:
W tym sezonie wygrałem etap Vuelta al País Vasco, skończyłem Katalonię na 13. miejscu, Dauphiné na 6. Powiedziałem sobie: czemu nie? Miałem nadzieję na stosunkowo wysoką pozycję w klasyfikacji generalnej. Ale Tour to jest jakiś obłęd. Już w Wogezach wiedziałem, że stać mnie najwyżej na etap. Często słyszałem jak mówiono, że mogę go skończyć w pierwszej piątce. To marzenia! Nigdy w to nie wierzyłem. Zawsze obierałem sobie wykonalne cele, które odpowiadały mojemu stylowi jazdy i moim przekonaniom.
Sezony 2006 i 2007 nie były dla Francuza udane. Dotknął go szereg kontuzji, który nie pozwolił mu na osiąganie wysokich rezultatów.
Powrót do wielkiej formy przypadł na jesień 2008. Francuz pojechał świetną Vueltę, zajął 8. miejsce w klasyfikacji generalnej i zdobył koszulkę najlepszego górala. Dobry występ przypieczętował wygraną w Pirenejach – na 8. etapie, po samotnej wspinaczce na Pla de Beret.
W 2009 zajął drugie miejsce w wyścigu Tour du Haut Var, wygrał etap podczas głównego sprawdzianu przed Tour de France – Critérium du Dauphiné Libéré, ale celem sezonu pozostała ponownie Vuelta. Po spokojnym ukończeniu Wielkiej Pętli i podium w Tour de l’Ain, Moncoutié ruszył do Hiszpanii. Ponownie nie pozostawił wątpliwości, kto zasługuje na pomarańczową koszulkę. Do tego ponownie wygrał etap (tym razem 13.), a przed zwycięstwem na 8. odcinku powstrzymał go tylko atak Damiano Cunego, który minął potwornie zmęczonego Francuza na ostatnim kilometrze.
W kolejnych latach Moncoutié jeździł według podobnego schematu. Na początku 2010 stanął na najniższym stopniu podium w Tour of Turkey, ustępując jedynie Giovanni Viscontiemu i Tejayowi van Garderenowi. W czerwcu triumfował w Route du Sud, co skłoniło go do deklaracji, że wolałby jechać Tour niż Vueltę. Szybko jednak się z niej wycofał, zapowiadając, że przygotuje się do następnej edycji ścigania we Francji. W sierpniu ponownie stanął na podium Tour de l’Ain. Na Vueltę przyjechał w dobrej dyspozycji, co zaowocowało zwycięstwem etapowym na odcinku zakończonym trudnym podjazdem pod Xorret del Cati. Francuz wygrał po ucieczce z przewagą 54 sekund nad liderami, którzy chcieli rozegrać finisz we własnym gronie. Ponownie triumfował też w klasyfikacji górskiej, dwukrotnie zajmując czwarte miejsce na górskich etapach, w tym raz na szczycie słynnego podjazdu Peńa Cabarga. W klasyfikacji generalnej uplasował się na przyzwoitym 13. miejscu.
Rok 2011 to 14. sezon Moncoutié w zawodowym peletonie. Rozpoczął go od zwycięstwa w Tour Méditerranéen, które zapewnił sobie wygrywając jeden z etapów. Podczas Tour de France za cel postawił sobie etapowe zwycięstwo. Do ofensywy przeszedł na 13. etapie, prowadzącym z Pau do Lourdes, podczas którego kolarze mieli do pokonania słynny Col d'Aubisque i jego zjazd. Ucieczka z rodakiem, Jérémym Roy, wyglądała dobrze, ale nie powiodła się. Na zjazdach obu Francuzów minął świetnie zjeżdżający Thor Hushovd. Moncoutié finiszował drugi.
W sierpniu tradycyjnie pojawił się na Tour de l’Ain, który tym razem wygrał. Podbudowany tym sukcesem ponownie wyruszył na hiszpańskie drogi. Kolejna Vuelta przyniosła mu czwarty już tytuł najlepszego wspinacza wyścigu oraz triumf na 11. etapie, zakończonym podjazdem pod mordercze wzniesienie Alto de la Manzaneda.

## Ciekawostki
Moncoutié znany jest ze skromności, spokojnych i rzeczowych wypowiedzi, a także braku większego zainteresowania sprzętem kolarskim. Mówi się o nim jako o kolarzu weekendowym, który jeździ dla przyjemności i który nie bawi się w eksperymentowanie ze środkami wspomagającymi. Jego nazwisko nigdy nie pojawiało się w kontekście afer dopingowych, nawet gdy te miały miejsce w Cofidisie. Ludzie związani z jego drużyną i światowym peletonem są jednomyślni – Moncoutié to zawodnik czysty, który nigdy nie brał dopingu.
W przeszłości bywał krytykowany za brak agresywności. Przez pewien okres nie potrafił nawet nałożyć peleryny przeciwdeszczowej podczas wyścigu, bez trzymania stóp na ziemi.
Mając na koncie cztery koszulki najlepszego górala hiszpańskiej Vuelty, jest silnie kojarzony z tym wyścigiem i samotnymi rajdami na górskich etapach – po punkty w klasyfikacji i etapowe skalpy.
Podczas Tour de France należał do grona takich kolarzy, jak Thomas Voeckler, Jens Voigt, Sandy Casar czy Luis León Sánchez, których obecność w ucieczkach na górskich etapach nikogo nie dziwi.

## Najważniejsze zwycięstwa i sukcesy
- 1999
  - 1. miejsce na 6. etapie Critérium du Dauphiné Libéré
- 2000
  - 2. miejsce w Tour de l’Avenir
    - 1. miejsce na 7. etapie
- 2001
  - 2. miejsce w Tour Méditerranéen
  - 4. miejsce w Critérium International
  - 1. miejsce na 2. etapie Tour du Limousin
- 2002
  - 3. miejsce w Critérium International
    - 1. miejsce na 2. etapie

  - 2. miejsce w Mistrzostwach Francji w jeździe indywidualnej na czas
  - 1. miejsce w Clásica Internacional de Alcobendas
  - 13. miejsce w Tour de France
    - 4. miejsce na 7. etapie
- 2003
  - 1. miejsce na 4. etapie Tour Méditerranéen
  - 1. miejsce w GP di Lugano
  - 3. miejsce w Critérium International
  - 4. miejsce w Route du Sud
    - 1. miejsce na 4. etapie
- 2004
  - 2. miejsce w GP di Lugano
  - 1. miejsce na 11. etapie Tour de France
- 2005
  - 1. miejsce w klasyfikacji górskiej Paryż-Nicea
  - 1. miejsce na 2. etapie Vuelta al País Vasco
  - 1. miejsce w Tour du Finistère
  - 3. miejsce w Volta a Catalunya
  - 2. miejsce na 6. etapie Critérium du Dauphiné Libéré
  - 1. miejsce na 12. etapie Tour de France
  - 6. miejsce w Clásica de San Sebastián
- 2006
  - 1. miejsce w klasyfikacji punktowej Paryż-Nicea
- 2008
  - 2. miejsce w Tour Méditerranéen
  - 2. miejsce w Tour de l’Ain
  - 8. miejsce w Vuelta a España
    - 1. miejsce na 8. etapie
    - 5. miejsce na 14. i 20. etapie
    -  1. miejsce w klasyfikacji górskiej
- 2009
  - 1. miejsce na 6. etapie Tour Méditerranéen
  - 2. miejsce w Tour du Haut Var
  - 1. miejsce na 7. etapie Critérium du Dauphiné Libéré
  - 2. miejsce w klasyfikacji górskiej Critérium du Dauphiné Libéré
  - 3. miejsce w Tour de l’Ain
  -  1. miejsce w klasyfikacji górskiej Vuelta a España
    - 1. miejsce na 13. etapie
    - 2. miejsce na 8. etapie
- 2010
  - 3. miejsce w Tour of Turkey
  - 1. miejsce w Route du Sud
    - 1. miejsce na 2b etapie (ITT)

  - 3. miejsce w Tour de l’Ain
  - 13. miejsce w Vuelta a España
    - 1. miejsce na 8. etapie
    - 4. miejsce na 9. i 14. etapie
    - 1. miejsce w klasyfikacji górskiej
- 2011
  - 1. miejsce w Tour Méditerranéen
    - 1. miejsce na 5. etapie

  - 2. miejsce na 13. etapie Tour de France
  - 1. miejsce w Tour de l’Ain
  - 1. miejsce na 11. etapie Vuelta a España
  - 1. miejsce w klasyfikacji górskiej Vuelta a España